# Matisia stenopetala
Matisia stenopetala é uma espécie de angiospérmica da família Bombacaceae.
Apenas pode ser encontrada no seguinte país: Peru.